# Roberto Arzú
Roberto Arzú, né à Guatemala le 15 mai 1970, est un homme politique et homme d'affaires guatémaltèque. Il est le fils d'Álvaro Arzú, président du Guatemala de 1996-2000 et maire de la capitale de 1986 à 1990, puis de 2004 à 2018.

## Biographie
C'est un entrepreneur dont les intérêts commerciaux vont des produits pharmaceutiques aux restaurants et aux terrains de football. Il a également dirigé le club de football Comunicaciones FC de 1994 à 2006.
Il a été nommé en 2017 ambassadeur commercial "honoraire" en Amérique du Sud. Il s'est opposé à la commission anti-corruption CICIG (Commission internationale contre l'impunité au Guatemala).
Il s'est présenté à la présidence en 2019, avec le soutien du Parti de l'avance nationale fondé par son père, en utilisant le slogan inspiré de Donald Trump "Rendons le Guatemala grand". Il affirme n’appartenir à aucun courant idéologique mais est considéré comme conservateur. Il insiste en particulier sur les thématiques sécuritaires, proposant de faire descendre l'armée dans les rues, de recruter plus de policiers, de rétablir la peine de mort et de demander l'aide des États-Unis, d'Israël ou de Taïwan en matière de renseignement militaire. Il promet de faire baisser de 50 % le prix des médicaments et de créer un million d'emplois. Il est également opposé à la légalisation du mariage pour les couples homosexuels et au droit à l'avortement. Il prend la cinquième place du premier tour avec 6,1 %. 
De nouveau candidat à la présidence en 2023, il conclut une alliance l'ancien président Alfonso Portillo (2000-2004) et choisit un ancien avocat de celui-ci comme colistier. Il bénéficie d'une grande notoriété et de soutien dans les cercles politiques de la capitale. 